# 하입텍 GT
하입텍 GT(영어: Hyptec GT)는 광저우 자동차 그룹에서 2023년부터 생산하고 프리미엄 전기 자동차 브랜드 아이온으로 판매 중인 전기 고급 세단이다.
2024년 8월, GAC 아이온은 하이퍼 브랜드의 영어 이름을 하입텍으로 변경한다고 발표했다.

## 개요

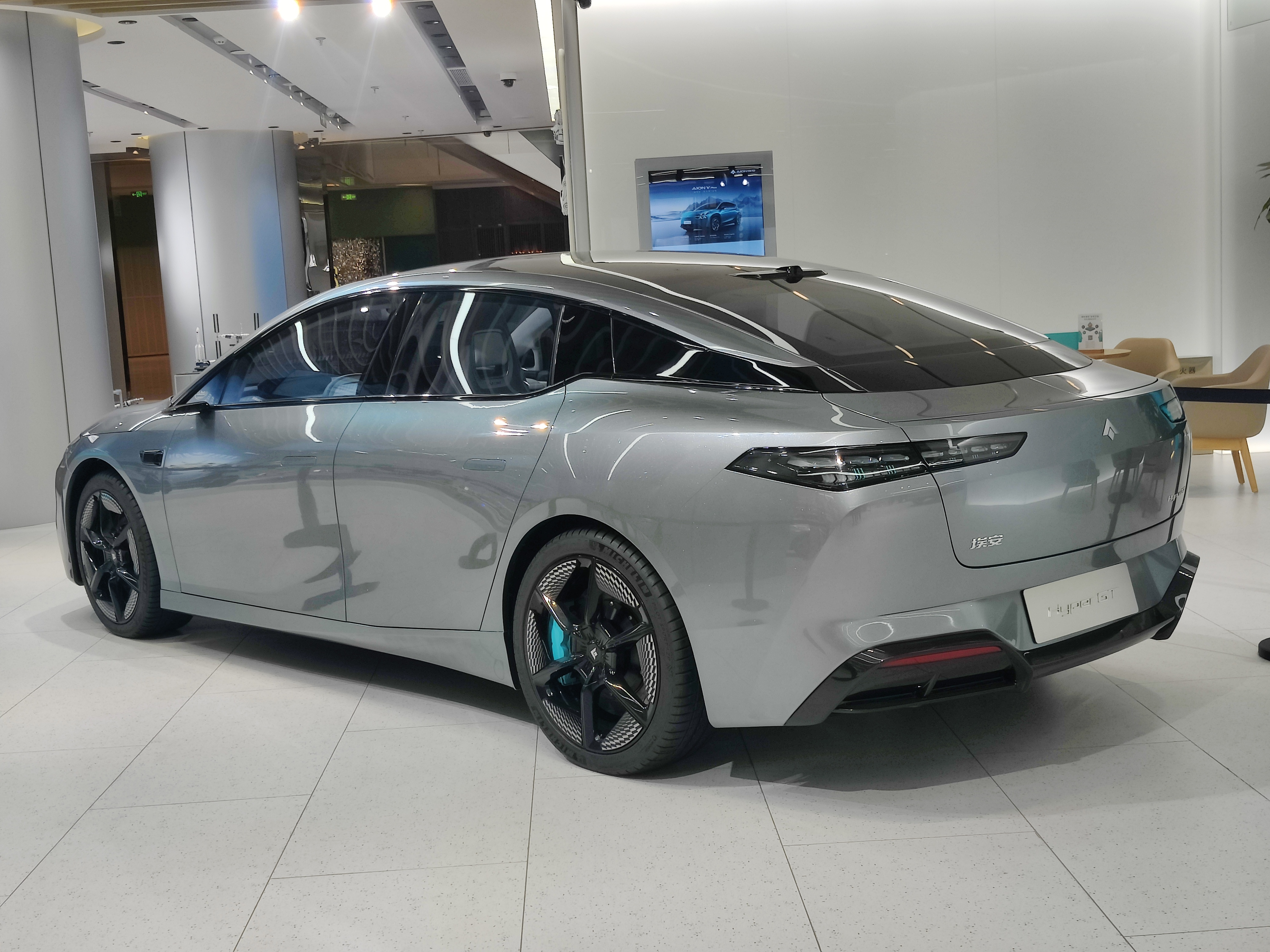
하입텍 GT의 후면

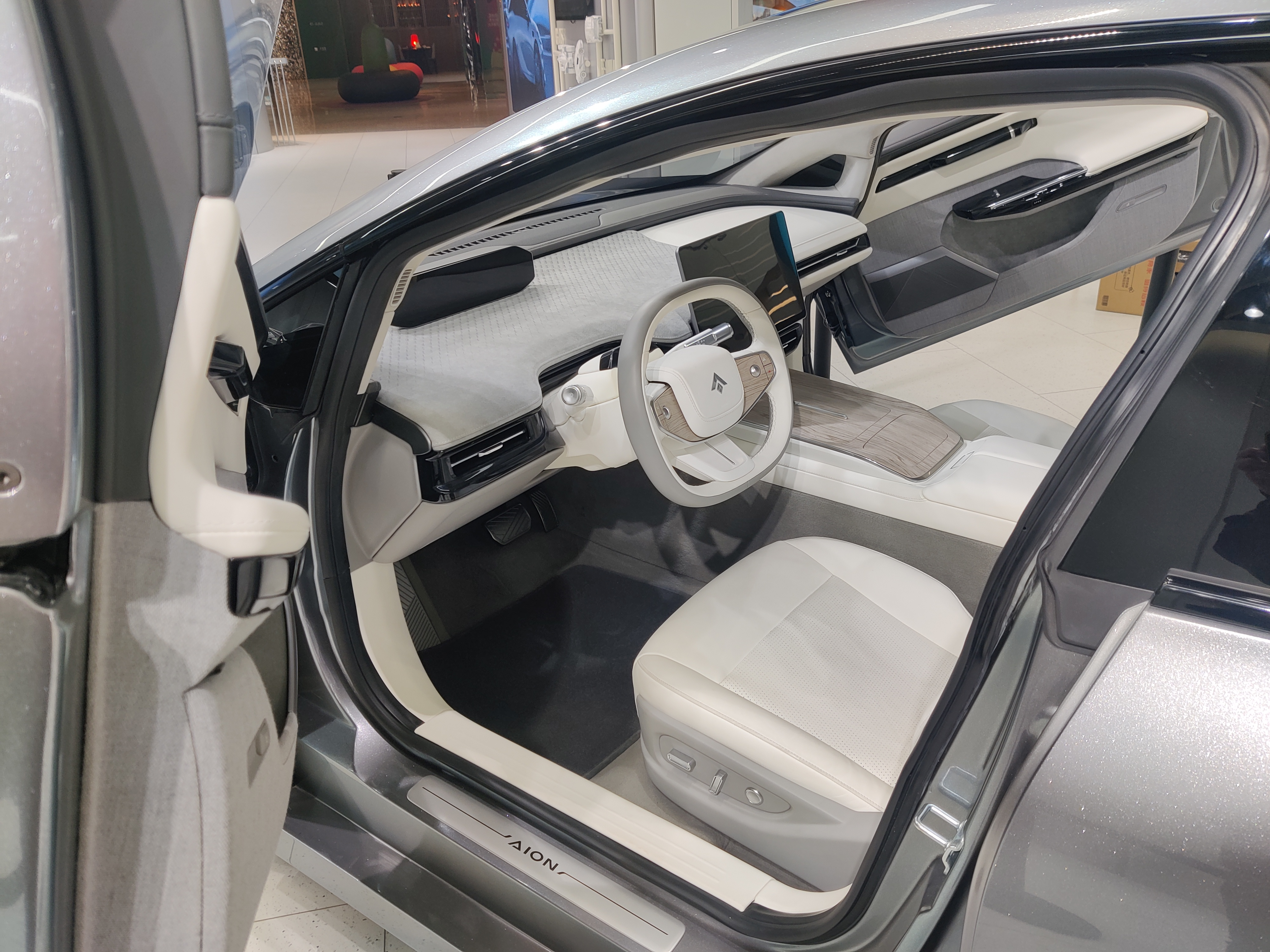
하입텍 GT의 내부

2022년 12월 30일에 오토 광저우에서 공개되었으며 2023년 10월부터 생산 및 판매가 시작될 예정이다.